# Marsala Volley 2019-2020
Questa voce raccoglie le informazioni riguardanti il Marsala Volley nelle competizioni ufficiali della stagione 2019-2020.

## Organigramma societario
Area direttiva
- Presidente: Massimo Alloro

Area tecnica
- Allenatore: Paolo Collavini (fino al 29 gennaio 2020)
- Allenatore in seconda: Daris Amadio

## Rosa
| N° | Nome               | Ruolo | Data di nascita   | Nazionalità sportiva |
| -- | ------------------ | ----- | ----------------- | -------------------- |
| 1  | Paola Colarusso    | S     | 17 luglio 1988    | Italia               |
| 3  | Chiara Scirè       | S     | 3 aprile 1995     | Italia               |
| 5  | Silvia Bertaiola   | C     | 28 febbraio 1993  | Italia               |
| 6  | Linda Mangani      | S     | 16 febbraio 2000  | Italia               |
| 8  | Kendra Dahlke      | S     | 29 dicembre 1996  | Stati Uniti          |
| 9  | Cecilia Vallicelli | P     | 25 settembre 1993 | Italia               |
| 10 | Martina Lorenzini  | L     | 15 maggio 1992    | Italia               |
| 11 | Simona Vaccaro     | L     | 16 ottobre 1996   | Italia               |
| 12 | Sofia Buiatti      | S     | 1º maggio 2001    | Italia               |
| 13 | Mariella Laragione | C     | 22 agosto 1992    | Italia               |
| 14 | Giulia Galletti    | P     | 4 giugno 1999     | Italia               |
| 15 | Natasha Spinello   | P     | 15 dicembre 1998  | Italia               |
| 16 | Sara Caruso        | C     | 5 febbraio 2001   | Italia               |
| 18 | Adelaide Soleti    | S     | 10 dicembre 1997  | Italia               |

## Risultati

### Serie A2

#### Regular season

##### Girone di andata
| 1ª giornata - 6 ottobre 2019 PalaBellina, Marsala                          | Marsala        | 3 - 1 | Montecchio Maggiore | 25-19, 25-20, 19-25, 25-22        |
| 2ª giornata - 13 ottobre 2019 PalaFontescodella, Macerata                  | Helvia Recina  | 3 - 1 | Marsala             | 25-15, 25-20, 19-25, 25-16        |
| 3ª giornata - 20 ottobre 2019 PalaBellina, Marsala                         | Marsala        | 0 - 3 | Olimpia Teodora     | 19-25, 19-25, 22-25               |
| 4ª giornata - 27 ottobre 2019 Honey Sport City, Roma                       | Roma Club      | 3 - 0 | Marsala             | 25-17, 25-20, 25-19               |
| 5ª giornata - 31 ottobre 2019 PalaBellina, Marsala                         | Marsala        | 2 - 3 | CUS Torino          | 18-25, 22-25, 25-23, 25-23, 13-15 |
| 6ª giornata - 3 novembre 2019 Palazzetto Sant'Antonio, Pontecagnano Faiano | Due Principati | 3 - 2 | Marsala             | 25-17, 16-25, 25-18, 14-25, 15-13 |
| 7ª giornata - 10 novembre 2019 PalaBellina, Marsala                        | Marsala        | 2 - 3 | Mondovì             | 25-20, 25-20, 11-25, 18-25, 9-15  |
| 8ª giornata - 17 novembre 2019 PalaBellina, Marsala                        | Marsala        | 0 - 3 | Trentino Rosa       | 16-25, 21-25, 16-25               |
| 9ª giornata - 24 novembre 2019 Palazzetto San Luigi, Busto Arsizio         | Futura Giovani | 3 - 1 | Marsala             | 25-23, 24-26, 25-14, 27-25        |

##### Girone di ritorno
| 10ª giornata - 1º dicembre 2019 PalaCollodi, Montecchio Maggiore | Montecchio Maggiore | 3 - 0 | Marsala        | 25-23, 25-20, 25-18               |
| 11ª giornata - 8 dicembre 2019 PalaBellina, Marsala              | Marsala             | 2 - 3 | Helvia Recina  | 19-25, 23-25, 25-22, 25-17, 11-15 |
| 12ª giornata - 15 dicembre 2019 PalaCosta, Ravenna               | Olimpia Teodora     | 3 - 0 | Marsala        | 25-9, 25-21, 25-12                |
| 13ª giornata - 21 dicembre 2019 PalaBellina, Marsala             | Marsala             | 3 - 2 | Roma Club      | 25-21, 25-12, 17-25, 16-25, 17-15 |
| 14ª giornata - 26 dicembre 2019 PalaRuffini, Torino              | CUS Torino          | 3 - 0 | Marsala        | 25-13, 25-21, 25-14               |
| 15ª giornata - 29 dicembre 2019 PalaBellina, Marsala             | Marsala             | 2 - 3 | Due Principati | 20-25, 25-23, 24-26, 28-26, 11-15 |
| 16ª giornata - 4 gennaio 2020 PalaManera, Mondovì                | Mondovì             | 3 - 1 | Marsala        | 25-20, 20-25, 25-19, 25-23        |
| 17ª giornata - 12 gennaio 2020 PalaSanbapolis, Trento            | Trentino Rosa       | 3 - 0 | Marsala        | 25-17, 25-11, 26-24               |
| 18ª giornata - 19 gennaio 2020 PalaBellina, Marsala              | Marsala             | 0 - 3 | Futura Giovani | 9-25, 21-25, 23-25                |

#### Pool salvezza

##### Girone di andata
| 1ª giornata - 9 febbraio 2020 PalaPaganelli, Sassuolo             | Academy Sassuolo | 1 - 3 | Marsala     | 17-25, 25-14, 21-25, 22-25 |
| 2ª giornata - 16 febbraio 2020 PalaBellina, Marsala               | Marsala          | 3 - 1 | Talmassons  | 21-25, 25-14, 25-21, 27-25 |
| 3ª giornata - 23 febbraio 2020 PalaBellina, Marsala               | Marsala          | 3 - 0 | Club Italia | 25-22, 26-24, 25-22        |
| 4ª giornata - 1º marzo 2020 Palestra Magagni, Castelnuovo Rangone | Montale          | -     | Marsala     | annullata                  |
| 5ª giornata - 8 marzo 2020 PalaBellina, Marsala                   | Marsala          | -     | Cutrofiano  | annullata                  |

##### Girone di ritorno
| 6ª giornata - 15 marzo 2020 PalaBellina, Marsala          | Marsala     | - | Academy Sassuolo | annullata |
| 7ª giornata - 22 marzo 2020 Palestra comunale, Talmassons | Talmassons  | - | Marsala          | annullata |
| 8ª giornata - 28 marzo 2020 Centro Pavesi, Milano         | Club Italia | - | Marsala          | annullata |
| 9ª giornata - 5 aprile 2020 PalaBellina, Marsala          | Marsala     | - | Montale          | annullata |
| 10ª giornata - 11 aprile 2020 PalaCesari, Cutrofiano      | Cutrofiano  | - | Marsala          | annullata |

## Statistiche

### Statistiche di squadra
| Competizione | Punti | In casa | In casa | In casa | In trasferta | In trasferta | In trasferta | Totale | Totale | Totale |
| Competizione | Punti | G       | V       | P       | G            | V            | P            | G      | V      | P      |
| ------------ | ----- | ------- | ------- | ------- | ------------ | ------------ | ------------ | ------ | ------ | ------ |
| Serie A2     | 19    | 11      | 4       | 7       | 10           | 1            | 9            | 21     | 5      | 16     |
| Totale       | -     | 11      | 4       | 7       | 10           | 1            | 9            | 21     | 5      | 16     |

G = partite giocate; V = partite vinte; P = partite perse